# عقد 390 هـ
عقد 390 هـ هو الفترة بين عام 390 إلى 399 في التقويم الهجري، أي العشر سنوات الأخيرة من القرن الرابع الهجري.